# 油田站
油田站 （日语：／ Aburaden eki */?）是隸屬於西日本旅客鐵道（JR西日本）的鐵路車站，座落於富山縣礪波市，現時為無人車站。車站旁因近年建成了大型團地，令使用人數於近十年均有輕微增長。

## 車站結構

### 站房
設有木製單層站房1座，為第2代站舍，建於1989年，是因應乘客持續減少及原來站舍欠缺妥善維修，因而重建成簡易站舍形式。開放式出入口設於中央，左端面積較小的闢作候車室，右側面積較大的部份為儲物室。由於並未設有簡易自動售票機，乘客須在列車上取票及繳付車費。

### 月台配置
原本設有側式月台2座，為列車可交換車站，但遠離站舍的一邊月台現時已棄用，相關路軌亦已拆去，但相關月台現時仍可清晰可見，但部份前車站用地已被改成為團地的一部份。因此現時只剩下站舍旁的一邊仍然使用，列車不能在本接進行交換。有效長度方面，使用中的月台為4輛，棄用的月台則為1輛。大部份月台均為露天，只有連接站舍部份為設有上蓋。列車靠站時，往城端方向為右側上落、往高岡方向為左側上落。
| 路線    | 方向 | 目的地                              | 備註                     |
| ------- | ---- | ----------------------------------- | ------------------------ |
| ■城端線 | 上行 | 高岡、經■愛之風富山鐵道線往富山方向 | 直通富山的列車於假日停開 |
| ■城端線 | 下行 | 城端方向                            |                          |

## 歷史
- 1900年12月29日：中越鐵道戶出站～出町站（即現時礪波站）間新設車站開業，同時兼備旅客及貨運服務[3]。
- 1920年9月1日：中越鐵道國有化，改為鐵道省管理，路線改為國鐵「中越線」[4]。
- 1942年8月1日：線路改稱「城端線」[5]。
- 1970年10月1日：取消貨物提取。
- 1987年4月1日：日本國鐵分割民營化，車站的營運由JR西日本繼承。
- 1989年：站舍改建，第2代站舍啟用。

## 利用人數
| 推算乘車人員 | 推算乘車人員 | 推算乘車人員 |
| 年度         | 1日平均人數  |              |
| ------------ | ------------ | ------------ |
| 2004年       | 269          |              |
| 2005年       | 232          |              |
| 2006年       | 232          |              |
| 2007年       | 239          |              |
| 2008年       | 257          |              |
| 2009年       | 255          |              |
| 2010年       | 263          |              |
| 2011年       | 263          |              |
| 2012年       | 277          |              |
| 2013年       | 297          |              |
| 2014年       | 279          |              |
| 2015年       | 293          |              |
| 2016年       | 289          |              |
| 2017年       | 293          |              |

## 相鄰車站
西日本旅客鐵道
■城端線
■觀光列車「瑰麗山海號」
通過
■普通
戶出－油田－礪波

## 外部連結
- JR西日本油田站公式網頁。 （页面存档备份，存于）（日語）